# الموسوعة الأمريكية

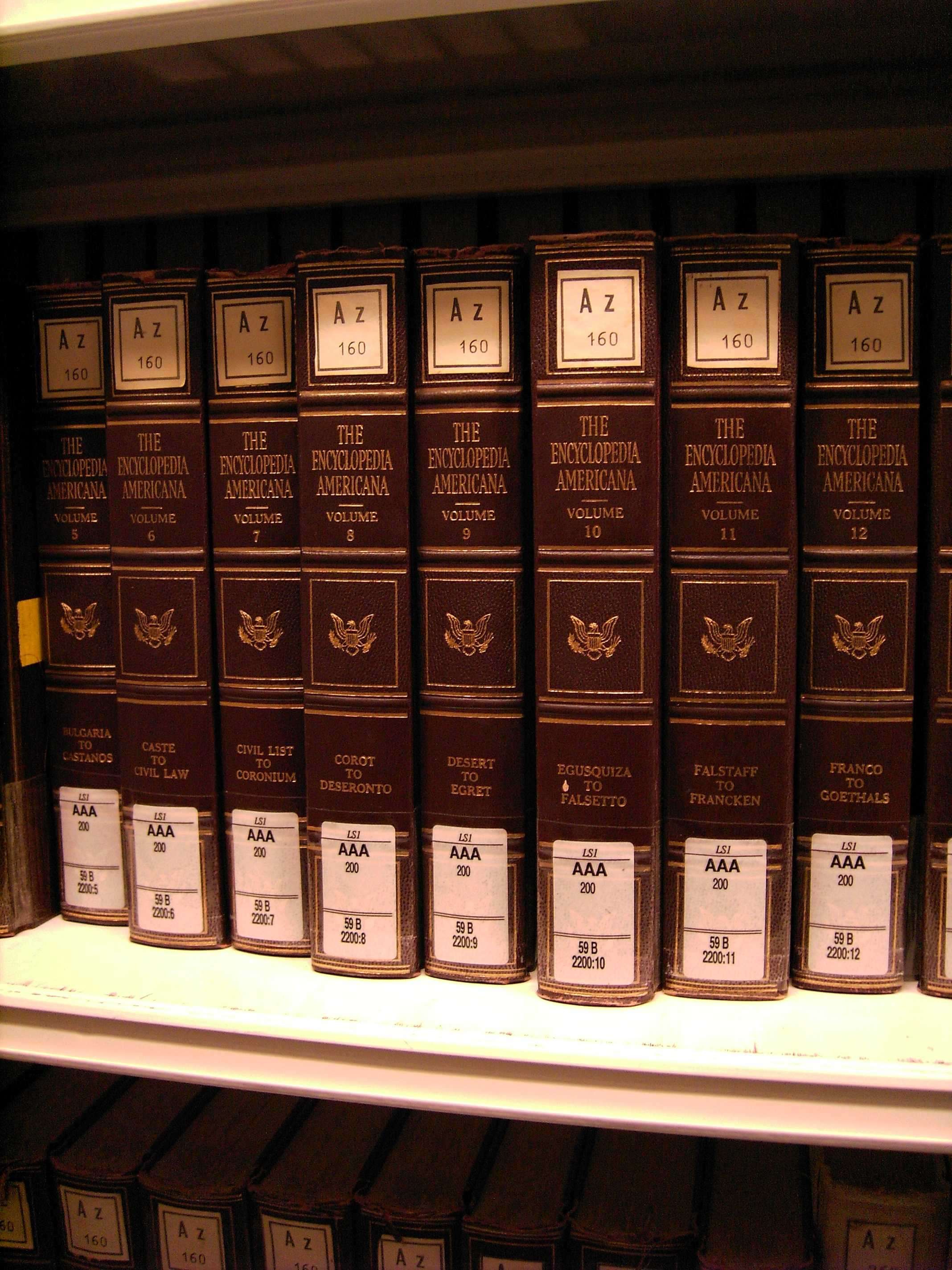
الموسوعة الأمريكية

الموسوعة الأمريكية (بالإنجليزية: Encyclopedia Americana)‏ هي ثاني اضخم موسوعة عامة مكتوبة في اللغة الإنكليزية، وتشمل النسخة الأخيرة للموسوعة خمسة وأربعين ألف مقال، وكما يدل الاسم فهي تركز على شمال أمريكا والشخصيات والأحداث المهمة فيها.

## وصلات خارجية
- موقع الموسوعة على هيئة ويكي.
- النسخة الإلكترونية للموسوعة